# Un cœur simple (film, 2008)
Pour les articles homonymes, voir Un cœur simple.
Pour plus de détails, voir Fiche technique et Distribution.
Un cœur simple est un film dramatique français réalisé en 2008 par Marion Laine.
Il s'agit de l'adaptation de la nouvelle homonyme de Gustave Flaubert publiée en 1877 dans le recueil Trois Contes.

## Synopsis
À la suite d'une déception amoureuse, Félicité propose ses services à Mme Aubain, une veuve avec deux jeunes enfants. Embauchée pour s'occuper du ménage, nourrir, habiller et surveiller le petit garçon et la petite fille, elle se prend d'une grande affection pour eux. Félicité s'occupe également de son jeune neveu tous les dimanches, elle l'affectionne et celui-ci le lui rend bien et a un perroquet rouge prénommé Loulou. 
Mais Mme Aubain est très froide et hautaine et malgré l'affection que sa fille, Clémence, porte à Félicité (celle-ci remplace en effet sa mère maladroite et qui ne sait pas montrer d'émotion), Mme Aubain ne cache pas son mépris pour le « cœur simple » qu'est Félicité. Mme Aubain a ensuite une liaison qui n'aboutit pas avec son professeur de musique et elle se rend compte qu'elle est seule. Pendant ce temps, les enfants grandissent. Le neveu de Félicité s'engage dans la marine et meurt peu de temps après du typhus laissant sa tante terrassée. Cette mort sera vite suivie par celle, prématurée, de Clémence. 
Trop tard, Mme Aubain réalise l'ampleur de son amour pour sa fille, et culpabilise de ne pas l'avoir emmenée se soigner dans le sud où le climat lui aurait été bénéfique. Elle accorde finalement à Félicité, terrassée par ces deux morts consécutives, l'honneur d'être la seule à pouvoir veiller sa fille. Mme Aubain elle-même ne se remettra jamais de cette mort, se droguant au Laudanum. Alors qu'elle manque de s'évanouir au pied de la tombe de sa fille, Félicité la prend dans ses bras et toutes deux s'embrassent, dans un grand déchirement. Cette servante un peu simplette mais au grand cœur réussit finalement à gagner l'amitié de Mme Aubain et à faire fondre sa dureté. C'est dans cette amitié que les deux femmes vieillissent, ensemble, dans la simplicité et l'humilité. 
Malheureusement, Mme Aubain meurt à son tour et le perroquet de Félicité aussi. La servante le fait donc empailler avant de sombrer dans la folie et mourir à son tour, seule.

## Fiche technique
- Réalisation : Marion Laine
- Scénario : Marion Laine adapté d'après la nouvelle éponyme de Gustave Flaubert
- Décors :  Françoise Arnaud
- Costumes : Anaïs Romand
- Photographie : Guillaume Schiffman
- Montage : Juliette Welfling
- Musique : Cyril Morin
- Production : 
  - Producteurs : Béatrice Caufmanet Jean-Michel Rey
  - Producteur délégué : Philippe Liégeois
- Société de production : Rezo, en association avec Cinémage 2
- Pays de production  :  France
- Format : couleur - 1,85:1 - 35 mm - Son Dolby SR
- Genre : drame
- Durée : 105 minutes
- Date de sortie :	
  - France : 26 mars 2008

## Distribution
- Sandrine Bonnaire : Félicité
- Marina Foïs : Mathilde Aubain
- Pascal Elbé : Théodore
- Patrick Pineau : Liébard
- Thibault Vinçon : Frédéric
- Noémie Lvovsky : Nastasie
- Louise Orry-Diquéro : Clémence, de 9 à 11 ans
- Marthe Guérin : Clémence, à 15 ans
- Mélissa Dima : Clémence, à 4 ans
- Bruno Blairet : le prêtre
- Antoine Olivera : Paul, à 8 ans
- Swann Arlaud : Paul, jeune homme
- Romain Scheiner : Victor, enfant
- Johan Libéreau : Victor, jeune homme
- Michaël Abiteboul : Fabu
- Célia Bernard : la petite voisine
- Elsa Tauveron : Léonie
- Hervé Briaux : Docteur Poupart
- Faustine Haudrechy : figurante star